# Gargantua và Pantagruel
Gargantua và Pantagruel (tiếng Pháp: Gargantua et Pantagruel) là nhan đề hiện đại một ngũ bộ tác do François Rabelais sáng tác hồi đầu thế kỷ XVI.

## Lịch sử
Nhan đề gốc bộ truyện là Cuộc đời của Gargantua và của Pantagruel (La vie de Gargantua et de Pantagruel / La vi đơ Gác-găng-chuy-a ê đơ Păng-ta-gơ-ruy-en), xoay quanh số phận hai cha con người khổng lồ Gargantua (/ɡɑːrˈɡæntjuə/ gar-GAN-tew-ə, tiếng Pháp: [ɡaʁɡɑ̃tɥa]) và Pantagruel (/pænˈtæɡruɛl, -əl, ˌpæntəˈɡruːəl/ pan-TAG-roo-el, -⁠əl, PAN-tə-GROO-əl, tiếng Pháp: [pɑ̃taɡʁyɛl]) từ lúc mới sinh đến khi mất đi với bao sự kiện đầy tính trào lộng thời đại.
| Tập | Nhan đề phụ             | Nhan đề chính | Tên tiếng Việt | Ấn hành |
| --- | ----------------------- | --- | --- | ------- |
| 1   | Pantagruel              | Les horribles et épouvantables faits et prouesses du très renommé Pantagruel Roi des Dipsodes, fils du Grand Géant Gargantua | Hành trạng khủng khiếp đến kinh người của đức vua Pantagruel trứ danh xứ Dipsodes, con trai người khổng lồ Gargantua | c. 1532 |
| 2   | Gargantua               | La vie très horrifique du grand Gargantua, père de Pantagruel                                                                | Hành trạng rất đỗi kinh người của Gargantua cha Pantagruel                                                           | 1534    |
| 3   | Quyển đệ tam Pantagruel | Le tiers livre des faicts et dicts héroïques du bon Pantagruel                                                               | Cuốn đệ tam về hành trạng lừng lẫy của Pantagruel                                                                    | 1546    |
| 4   | Quyển đệ tứ Pantagruel  | Le quart livre des faicts et dicts héroïques du bon Pantagruel                                                               | Cuốn đệ tứ về hành trạng lừng lẫy của Pantagruel                                                                     | 1552    |
| 5   | Quyển đệ ngũ Pantagruel | Le cinquiesme et dernier livre des faicts et dicts héroïques du bon Pantagruel                                               | Quyển đệ ngũ và cuối cùng về hành trạng lừng lẫy của Pantagruel                                                      | c. 1564 |

## Nội dung
Tác giả giới thiệu với độc giả về cha mẹ của nhân vật chính và kể truyện về sự ra đời của mình. Sau khi cha Granguzie kết hôn với Gargamella, cô đã mang đứa bé trong bụng 11 tháng và sinh ra anh ta qua tai trái. Từ đầu tiên của em bé là Manh-to-fondle. Từ đó, cái tên được đặt cho anh sau tiếng hét nhiệt tình của người cha: Xong-ke-gran-ty-aa (dịch: Về giáo dục thường xuyên ở Paris, về cuộc chiến của ông với vua Picrohol và trở về nhà).
Phần này của tác phẩm đề cập đến cuộc hôn nhân của nhân vật chính với Badbek, con gái của vua Utopia. Khi Gargantua 24 tuổi, họ có một cậu con trai - Pantagruel. Anh ta quá lớn đến nỗi mẹ anh ta chết trong khi sinh con. Trong thời gian thích hợp, Gargantua cũng gửi con trai đi học ở Paris. Có Pantagruel kết bạn với Panurge. Và sau khi giải quyết thành công tranh chấp giữa Peyvino và Lizizad, anh ta đã có tiếng là một học giả vĩ đại. Chẳng bao lâu, Pantagruel biết rằng Gargantua đã đến đất nước của các nàng tiên. Sau khi nhận được tin về cuộc tấn công Dtopode của Utopia, anh lập tức về nhà. Cùng với những người bạn của mình, anh nhanh chóng đánh bại kẻ thù, và sau đó cũng chinh phục thủ đô của người Amarots.
Dipsodia hoàn toàn bị chinh phục. Để hồi sinh đất nước, Pantagruel định cư ở đó một phần của cư dân Utopia. Panurge quan niệm kết hôn. Họ chuyển sang những thầy bói, nhà tiên tri, nhà thần học, thẩm phán khác nhau. Nhưng họ không thể giúp, vì Pantagruel và Panurge hiểu tất cả lời khuyên và dự đoán của họ theo những cách hoàn toàn khác nhau. Cuối cùng, gã hề đề nghị họ đến Oracle-of-the-Divine-Chai (ám chỉ nước Trung Hoa).
Tàu chuẩn bị sớm ra khơi. Trên đường đi, Pantagruel và Panurge được ghé thăm bởi một số hòn đảo (Macreonov, Papefigov, Kẻ trộm và kẻ cướp, Ruach, Papomanov và những người khác). Có rất nhiều câu chuyện tuyệt vời xảy ra với họ.
Người tiếp theo trong khóa học là Wonder Island. Nhưng khách du lịch chỉ có thể đến thăm anh ta sau khi quan sát nhanh bốn ngày. Sau đó là các đảo Plutney, Ironwork. Pantagruel và Panurge trên đảo Pidrenok hầu như không thoát khỏi nanh vuốt của lũ quái vật Fluffy Mèo sống trong anh ta, người chỉ sống bằng tiền hối lộ, đã nhận được số lượng lớn. Điểm dừng chân áp chót của khách du lịch là bến cảng Mateotechnija, nơi Nữ hoàng tinh túy chỉ ăn theo những thể loại trừu tượng. Và cuối cùng, những người bạn đã đáp xuống hòn đảo nơi nhà tiên tri Chai sống. Sau khi được chào đón nồng nhiệt, Princess Backbook đã đưa Panurge đến nhà nguyện. Ở đó trong đài phun nước đặt một cái chai, một nửa chìm trong nước. Panurge hát bài hát của người trồng. Backbook ngay lập tức ném một cái gì đó trong đài phun nước, kết quả là từ "trink" được nghe thấy trong Chai. Công chúa lấy ra một cuốn sách có khung bằng bạc, thực ra hóa ra là một chai rượu. Backbook đã ra lệnh cho Panurg ngay lập tức rút cạn nước, bởi vì Trink đã có nghĩa là "Uống đi".

## Ảnh hưởng

### Quốc tế
Khi vừa xuất hiện, bộ sách bị học giới Sorbonne chỉ trích, đồng thời, bị chính phủ thời chiến tranh tông giáo kì thị nặng nề, coi là hành vi cổ xúy dị giáo cùng các biểu hiện phản đối Giáo hội và đức tin Cơ Đốc hiện hữu.
Cụm từ pantagruelisme về sau được coi là một hình thức khác của chủ nghĩa khắc kỷ.

### Việt Nam
Ngay từ thời Pháp thuộc, Gargantua và Pantagruel là một trong những công trình văn chương được các nhà mác-xít Việt Nam tán tụng và ưa chuộng, không chỉ bởi tính học thuật, triết luận mà cả tinh thần đấu tranh chính trị để kiến thiết một tương lai xán lạn cho nhân loại. Nhưng mãi đến năm 1976 mới có tuyển tập hai cuốn Gargăngchuya và Păngtagruyen của dịch giả Tuấn Đô (tức nhà văn Đoàn Phú Tứ), Nhà xuất bản Văn Học ấn hành, theo ấn bản đã phát hành tại Paris năm 1957.